# 1973 في البرازيل
فيما يلي قوائم الأحداث التي وقعت خلال عام 1973 في البرازيل.

## رياضة
- 1 يناير – الدوري البرازيلي لكرة القدم 1973
- 11 فبراير – جائزة البرازيل الكبرى 1973 الفائز إيمرسون فيتيبالدي.

## مواليد

### يناير
- 22 يناير – روجيريو سيني لاعب كرة قدم برازيلي.

### فبراير
- 21 فبراير – باولو رينك لاعب كرة قدم برازيلي.
- 22 فبراير – جونينيو باوليستا لاعب كرة قدم برازيلي.
- 28 فبراير – أمارال لاعب كرة قدم برازيلي.

### مارس
- 2 مارس – إمرسون أورلاندو دي ميلو لاعب كرة قدم برازيلي.
- 6 مارس – رجيس فيريسوبرتو ماسارم لاعب كرة قدم برازيلي.
- 12 مارس – ماركيز باتيستا دي أبريو لاعب كرة قدم برازيلي.
- 16 مارس – بلبل أموريم دوس سانتوس لاعب كرة قدم برازيلي.
- 18 مارس – أندرسون ليما لاعب كرة قدم برازيلي.
- 25 يونيو – مارسيلو راموس لاعب كرة قدم برازيلي.

### أبريل
- 10 أبريل – روبرتو كارلوس لاعب كرة قدم برازيلي.
- 24 أبريل – فيكتورينو شيرمونت صحفي رياضي برازيلي.

### مايو
- 4 مايو – ريكارود هيغا لاعب كرة قدم برازيلي.
- 11 مايو – ألمير مورايس أندرادي لاعب كرة قدم برازيلي.
- 18 مايو – سيرجيو أنريك قصعين بيرنانديس لاعب كرة قدم برازيلي.
- 19 مايو – ساندرو شافيز ده أسيس روسا لاعب كرة قدم برازيلي.
- 27 مايو – أليساندرو أندرادي دي أوليفيرا لاعب كرة قدم برازيلي.
- 27 مايو – دانييل دا سيلفا لاعب كرة قدم برازيلي.

### يونيو
- 20 يونيو – جونيلسون دا سوزا لاعب كرة قدم برازيلي.
- 25 يونيو – مارسيلو راموس لاعب كرة قدم برازيلي.
- 26 يونيو – فابينيو سانتوس لاعب كرة قدم برازيلي.
- 28 يونيو – فرانسيسكو كوستا لاعب كرة مضرب برازيلي.

### يوليو
- 19 يوليو – ايلتون غونسالفيس دا سيلفا لاعب كرة قدم برازيلي.
- 28 يوليو – إيمرسون لويز فيرمينو لاعب كرة قدم برازيلي.

### أغسطس
- 4 أغسطس – ماركوس روبرتو لاعب كرة قدم برازيلي.
- 11 أغسطس – أنتونيو مونتيرو دوترا لاعب كرة قدم برازيلي.
- 15 أغسطس – جوزيه ألكسندر ألفيس ليندو لاعب كرة قدم برازيلي.
- 20 أغسطس – ألكسندر فوناشي لاعب كرة قدم برازيلي.

### سبتمبر
- 18 سبتمبر – ماريو جاردل لاعب كرة قدم برازيلي.
- 23 سبتمبر – خوسيه لويز دوراي لاعب كرة قدم برازيلي.

### أكتوبر
- 7 أكتوبر – ديدا لاعب كرة قدم برازيلي.
- 25 أكتوبر – روميلدو سانتوس روزا لاعب كرة قدم ياباني.
- 30 أكتوبر – أليكس ساندرو سانتانا دي أوليفيرا لاعب كرة قدم برازيلي.

### نوفمبر
- 10 نوفمبر – ألكسندر خوسيه بوريسلاتو لاعب كرة قدم برازيلي.

### ديسمبر
- 3 ديسمبر – برونو كامبوس ممثل برازيلي.
- 15 ديسمبر – ويل روبسون إيميليو أندرادي لاعب كرة قدم برازيلي.
- 27 ديسمبر – فاغنر بيريز دي ألميدا لاعب كرة قدم برازيلي.
- 30 ديسمبر – ديمبا لاعب كرة قدم برازيلي.

## وفيات

### أكتوبر
- 29 أكتوبر – إستانيسلاو دي فيغويريدو بامبلونا (مواليد 1904) لاعب كرة قدم برازيلي.